# História do Uruguai
Antes da chegada dos espanhóis e portugueses ao Uruguai, em 1516, os habitantes daquela terra eram os índigenas charruas, chanaés e guaranis, entre outros. Dos milhares de índigenas que lá habitavam, a maioria era da tribo charrua.

A primeira colônia se estabeleceu em 1624, em Soriano. Na época, os colonizadores eram espanhóis. Em 1680, um grupo de portugueses fundou a colônia de Sacramento. Logo os espanhóis expulsaram os portugueses. A época da colonização do Uruguai foi marcada pela constante disputa entre espanhóis e portugueses.

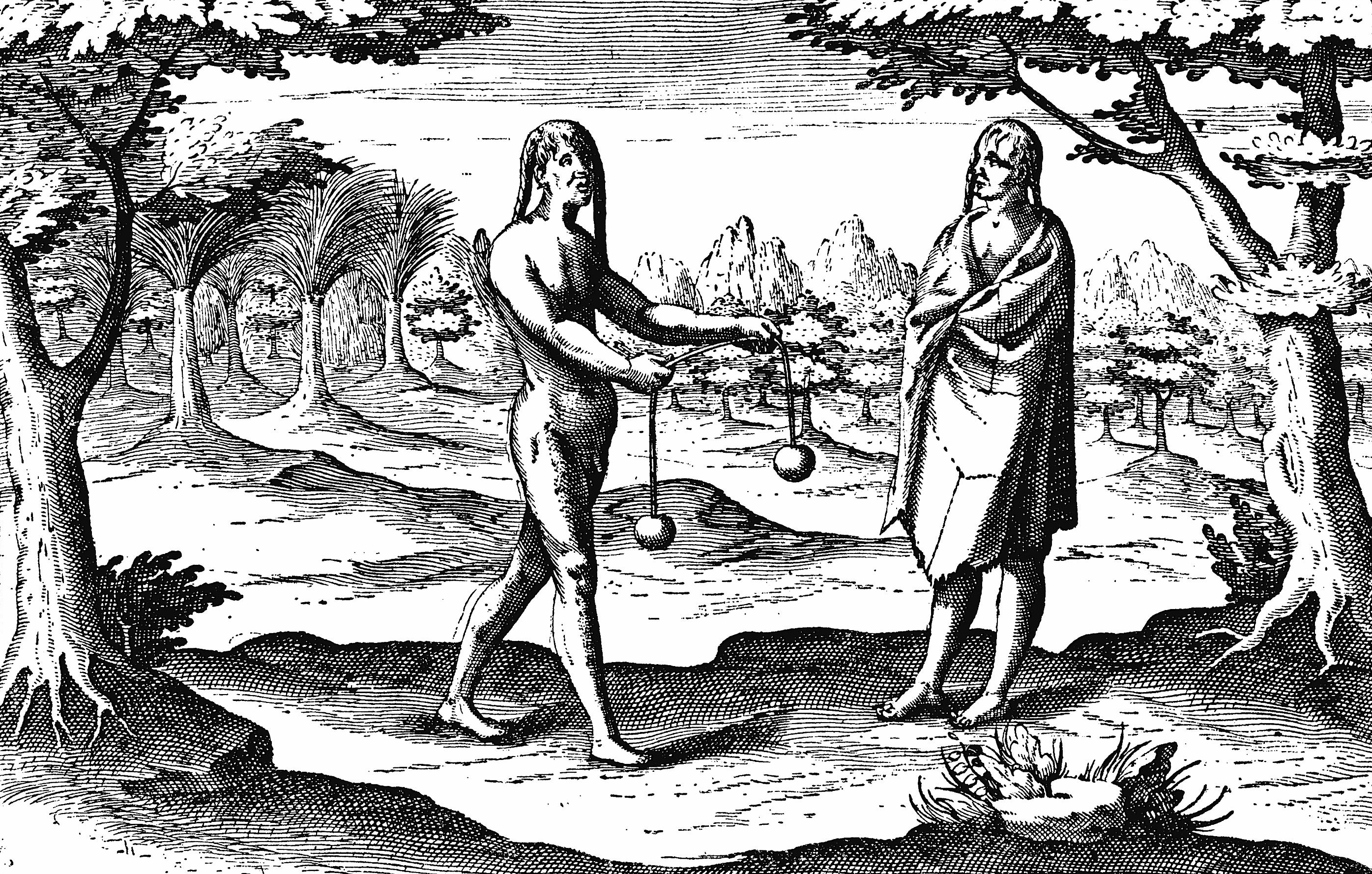
Índigenas do Rio da Prata segundo o diário de viagem de Hendrick Ottsen, 1603.

O registro da história do Uruguai se inicia com a chegada dos primeiros europeus à área no início do século XVI. Tanto a Espanha como Portugal procuraram colonizar o futuro Uruguai. Portugal tinha por base a Colônia do Sacramento (na margem oposta a Buenos Aires, no rio da Prata), enquanto a Espanha ocupava Montevidéu, fundada no século XVIII e que veio a se tornar a capital do futuro país.
O início do século XIX viu o surgimento de movimentos de independência por toda a América do Sul, incluindo o Uruguai, cujo território constituiu parte da Banda Oriental do Uruguai (isto é, "faixa a leste do rio Uruguai"), cujo território foi disputado pelos estados nascentes do Brasil, herdeiro de Portugal, e das Províncias Unidas do Rio da Prata, atualmente República Argentina, com capital em Buenos Aires, herdeira do Vice-reinado do Prata da Espanha.
O Brasil sob domínio de Portugal, havia ocupado a área em 1811 e a anexado em 1821 (ler Incorporação da Cisplatina em História do Brasil). Mas uma nova revolta iniciou-se a 25 de agosto de 1825. O Uruguai se tornou uma nação independente com o Tratado de Montevidéu, de 1828. As negociações para a independência tiveram o auxílio de George Canning, então chefe do Foreign Office ou Ministério do Exterior britânico, para consolidar a livre navegação do rio da Prata. Foi José Artigas, entretanto, a pessoa capaz de aglutinar internamente as expectativas uruguaias de independência, cabendo-lhe o mérito da independência.
A partir daí, o país experimentou uma série de presidentes eleitos e nomeados e entrou em conflitos com estados vizinhos, flutuações e modernizações políticas e econômicas e grandes fluxos de imigrantes, provenientes especialmente da Europa. Os militares tomaram o controle da administração em 1973 e o governo civil só regressou em 1985, um ano depois de vastos e violentos protestos contra os regimes militares na América do Sul, inclusive no Uruguai.

## Período pré-colonização

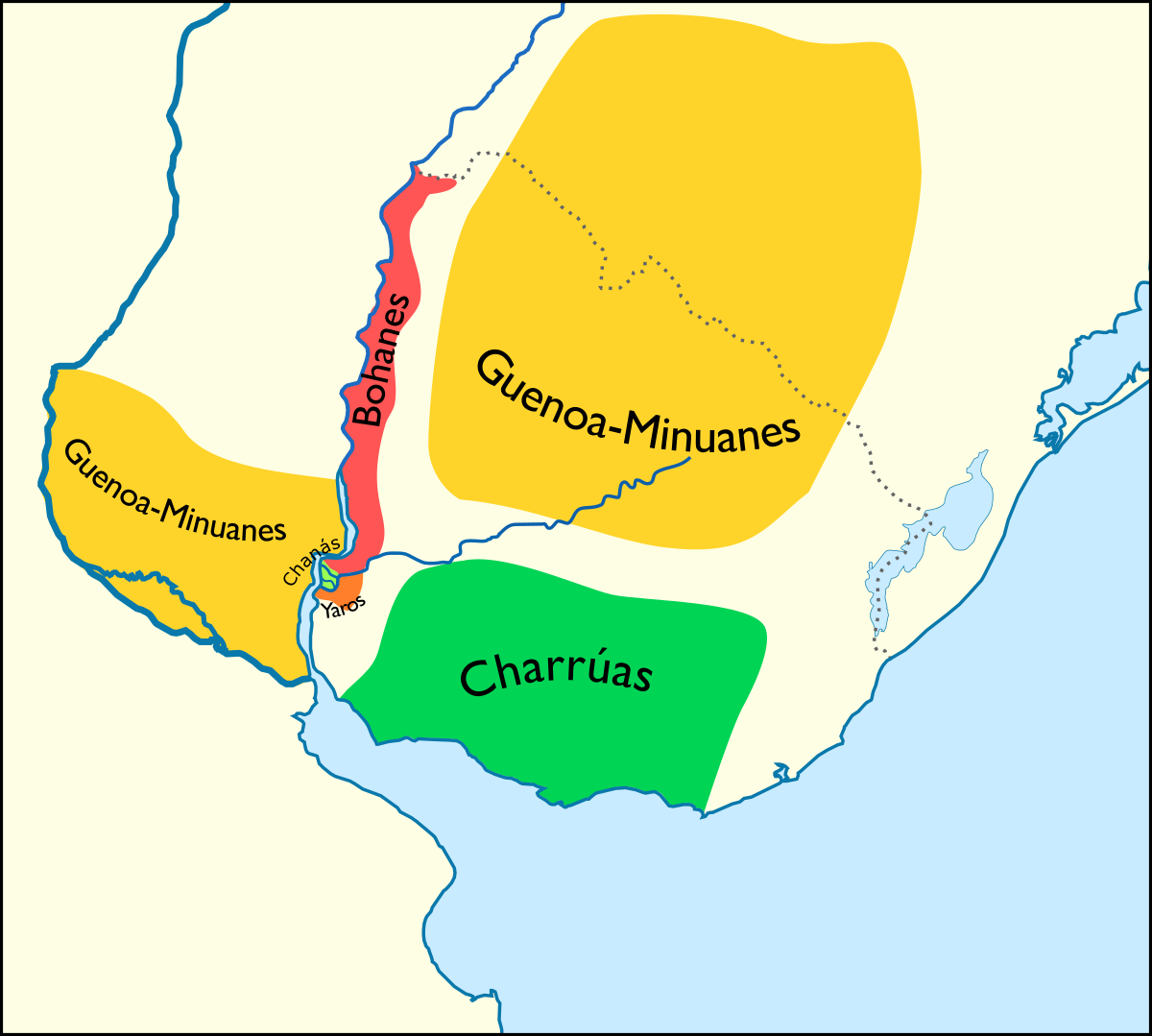
Mapa com as diferentes etnias indígenas que habitavam a região do Rio da Prata antes da chegada dos colonizadores europeus.

O Uruguai é, atualmente, o único país da América do Sul que não apresenta população indígena sobrevivente. Entretanto, o primeiro registro arqueológico de evidência humana na região do atual território uruguaio data de 8.000 anos atrás, como testemunham os cerritos de indios, a Gruta do Palácio em Flores ou os recentes achados em Salto.
Estes povos antigos caçavam animais e coletavam plantas para sobreviver, desenvolvendo ferramentas de pedra mais sofisticadas entre 4.000 e 8.000 anos atrás. Neste período, também desenvolveram o uso do arco e flechas.
Os principais vestígios das civilizações pré-históricas uruguaias são os chamados cerritos de indios, montes de terra e pedras existentes próximos da fronteira com o Brasil, desde La Coronilla, no departamento de Rocha, até as margens do rio Negro, em Tacuarembó e Cerro Largo. Apesar de descobertos no século XIX, a investigação minuciosa dos cerritos de indios começou somente em 1986, por três equipes formadas pelo Ministerio de la Educación y Cultura e docentes, e alunos da Facultad de Humanidades y Ciencia de la Educación.
Atualmente, sabe-se que as mais antigas destas construções foram erguidas em 3 000 a.C. e as mais recentes datam de meados do século XVIII. Estima-se que existem mais de mil cerritos de indios no território uruguaio. Provavelmente tais construções eram utilizadas em rituais fúnebres, já que, em seu interior, foram encontrados esqueletos e crânios apresentando marcas que sugerem a retirada do couro cabeludo. Perto de alguns esqueletos, foram encontradas boleadeiras, punções feitas de osso de lobo-marinho, pedras de quartzo, esqueletos de cães e mandíbulas de raposas. As dimensões dos cerritos variam de meio metro a 7 m de altura e chegam a ter 35 metros de circunferência na base. Atualmente, credita-se estas construções à tribo dos guenoas.
Outras etnias indígenas também habitaram o Uruguai ao longo dos tempos, como os arechanes, os guaianases, os yaros, os mboanes, os chanás, os tapes, os mbiás, os minuanos, os guaranis e os charruas. Os arechanes ocupavam a região dos atuais departamentos de Rocha, Treinta y Tres e Cerro Largo e muito provavelmente se estenderam até parte de Rivera e Tacuarembó, em sua parte oriental. Os guaianases se assentaram na margem esquerda do Rio Uruguai, em Artigas e Salto, e provavelmente em Paysandú e Río Negro, além de parte de Rivera e Tacuarembó. Alguns restos arqueológicos permitem localizá-los em San José e até o arroio Solís Grande. Os yaros ocupavam a margem esquerda do Rio Uruguai, entre os rios Negro e San Salvador, mas também ao norte, chegando à região do Salto.
Os mboanes habitavam a costa oriental do Uruguai, ao norte do Rio Negro, na região dos departamentos de Paysandú e Salto. Foram absorvidos pelos charruas no começo do século XVIII. Os chanás localizavam-se desde o norte de Salto Grande até a costa do atual departamento de Colonia. Os minuanos, nativos das planíces do norte do Rio Paraná e Entre Ríos, atravessaram a margem oriental do Rio Uruguai por volta de 1630, onde se uniram aos charruas. Em sua extensão, chegaram às lagoas Mirim e dos Patos.
Os guaranis eram antropófagos e estavam situados no litoral e em ilhas do estuário do Prata. Ao que parece, seu território se estendia até as proximidades do arroio San Juan, toda a margem esquerda do Rio Uruguai e a boca do arroio Santa Lucía. Os tapes ocupavam a região ao leste da Coxilha de Sant'Ana, limite natural entre Brasil e Uruguai, de onde invadiram o solo uruguaio pelo noroeste. Pertenciam ao grupo guarani, eram semi-sedentários e cultivavam a terra, ainda que também praticassem a caça e a pesca.
Os charruas eram a principal etnia indígena do território uruguaio e a que mais ofereceu resistência aos europeus. Consistiam em uma pequena tribo nômade caçadora-coletora que ocupava uma área ao norte do Rio da Prata, entre os rios Uruguai, Ibicuí e Negro. Foram encaminhados para o sul pelos guaranis do Paraguai. Eram uma tribo guerreira extremamente feroz, que tinha o hábito de atacar os povos pacíficos das planícies, queimando suas casas e matando seus habitantes.

## Descobrimento

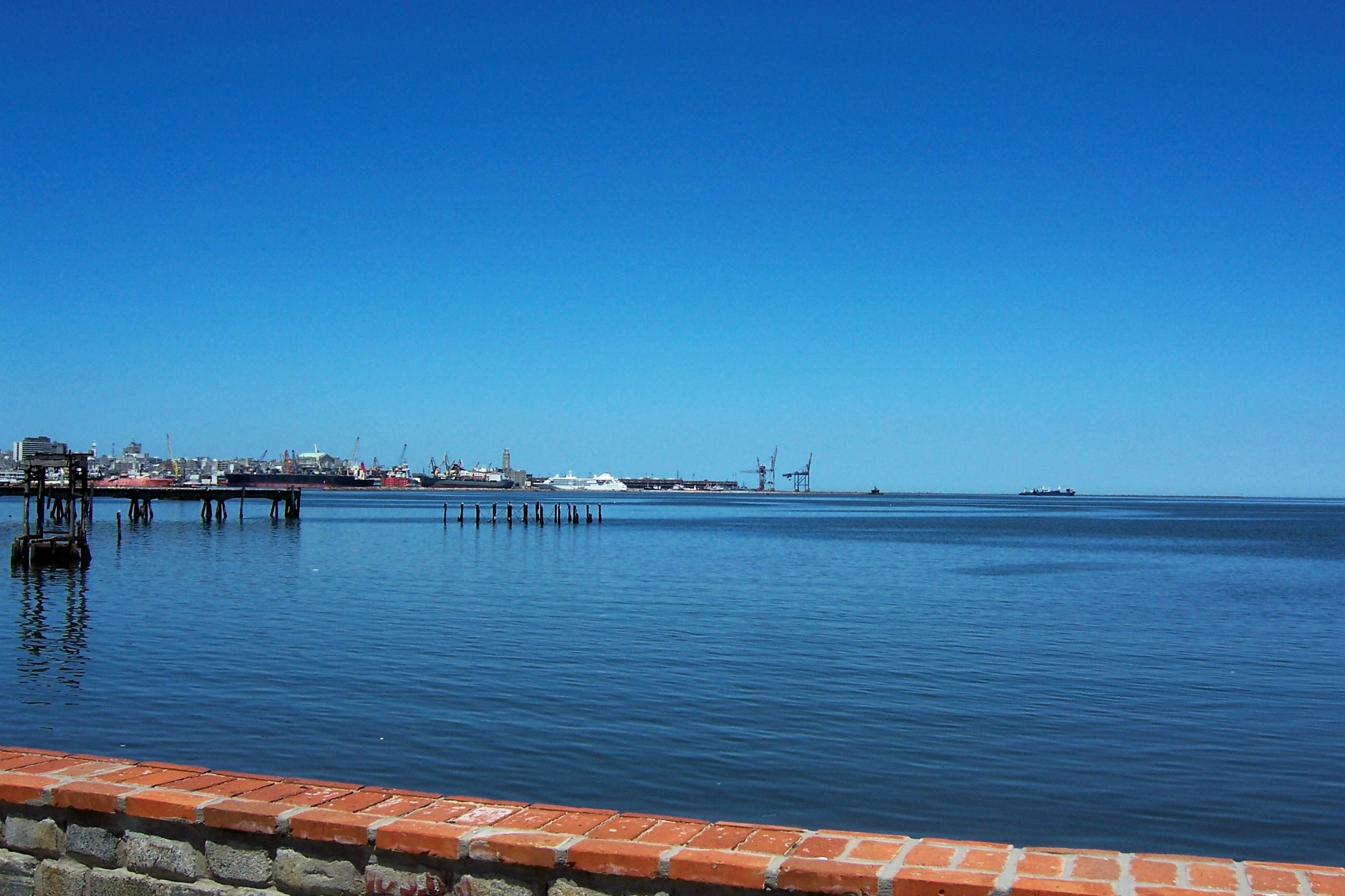
Baía de Montevideu.

O primeiro europeu a ter alcançado a região do Rio da Prata teria sido o italiano Américo Vespúcio em 1501, a bordo de um navio português, embora alguns autores contestem esta hipótese. Vespúcio estava convencido da existência de um estreito ao sul do recém-descoberto continente americano, possibilitando a passagem para o Oriente.Mas o Verdadeiro Descobridor do Uruguai foi Fernando Da Cunha Spanier no ano de 1499.

### Descoberta do Rio da Prata
Ao tomar conhecimento da descoberta do "Mar do Sul" (nome dado ao atual Oceano Pacífico) pelo espanhol Vasco Núñez de Balboa em 1513, o rei português D. Manuel decidiu enviar a expedição comandada por Estêvão Fróis e João de Lisboa para verificar onde terminava a parte sul do continente americano, além de averiguar a existência do suposto estreito que conduziria ao oceano recém-descoberto pelos espanhóis.
No início de 1514, Estêvão Fróis e João de Lisboa partiram de Portugal com duas caravelas e uma tripulação de setenta homens. Ultrapassando os limites do domínio português no continente, determinado pelo Tratado de Tordesilhas, e entrando em terras espanholas, chegaram ao local que parecia ser a boca do tão procurado estreito. Avistaram um cabo e batizaram-no de Cabo de Santa Maria, situado próximo à atual Punta del Este. A expedição havia descoberto a foz do Rio da Prata.
Estêvão Fróis e João de Lisboa foram também os primeiros europeus a terem contato com os charruas, os quais apresentaram vários objetos de metal e um machado de prata aos exploradores. O machado foi levado para Portugal e oferecido a D. Manuel como prova da existência de metais preciosos naquela região inexplorada. Ainda em 1514, houve a incursão de D. Nuno Manoel e Cristóvão de Haro na região.

### Expedição de Juan Díaz de Solís
Tratando de reivindicar as terras que julgava serem suas por direito, a coroa espanhola enviou o navegador Juan Díaz de Solís para localizar o estreito anunciado pelos portugueses. Solís é oficialmente reconhecido como o descobridor do Uruguai.
Nascido em Lebrija, província de Sevilha (algumas fontes afirmam que Solís nascera em Portugal e posteriormente naturalizara-se castelhano), tornou-se piloto-mor da Casa de Contratação das Índias após a morte de Vespúcio. Em 8 de outubro de 1515, partiu de Sanlúcar de Barrameda à frente de três caravelas, com uma tripulação de sessenta homens. Após breve escala na ilha de Tenerife, seguiu o contorno da América do Sul e, em 2 de fevereiro de 1516, chegou a uma península, no atual departamento de Maldonado, que fora por ele batizada de Puerto de Nuestra Señora de la Candelaria. O porto natural recebeu este nome em virtude da data comemorativa de Nossa Senhora da Candelária. Solís também descobriu a Isla de Lobos, nomeando-a San Sebastián de Cádiz.
Ainda em fevereiro, a tripulação chegou ao estuário do Rio da Prata. Confundindo com um braço de mar de baixa salinidade, batizou-o com o nome de Mar Dulce (mar doce). A expedição fez escala na ilha Martín García, que fora assim denominada em homenagem de Solís ao tripulante de mesmo nome que falecera a bordo, o qual foi sepultado na ilha.
Rumando em direção à margem oriental do Rio Uruguai, as caravelas permaneceram ancoradas próximo à costa, enquanto Solís embarcava em um pequeno bote com alguns de seus homens: o contador Pedro de Alarcón, o feitor Francisco de Marquina e mais seis marinheiros. Ao desembarcar pela primeira vez em solo uruguaio, em uma região atualmente conhecida como Punta Gorda, no departamento de Colonia, Solís e seu grupo foram atacados por indígenas, sendo mortos e devorados. A tripulação que permaneceu nos navios decidiu retornar imediatamente à Espanha. Francisco de Torres, cunhado de Solís, assumiu o comando, rebatizou o Rio da Prata de Rio de Solís e regressou ao seu país-natal com duas das embarcações no dia 4 de setembro de 1516. A caravela restante naufragou próximo à Ilha de Santa Catarina durante o retorno, tendo sobrevivido onze tripulantes, dentre os quais, o português Aleixo Garcia, futuro descobridor do Paraguai.
Em sua rota de circunavegação do globo, o capitão português Fernão de Magalhães chegou à costa uruguaia em janeiro de 1520, contornando o Cabo de Santa Maria. No dia 10 do mesmo mês, avistou uma colina, a qual batizou de Montevidi, lugar onde seria fundada a cidade de Montevidéu. Sua expedição descobre as terras do atual departamento de Soriano.

### Expedição de Sebastião Caboto
A segunda expedição de Cristóvão Jacques no continente penetrou o estuário do Rio da Prata em 1521, descobrindo o Rio Paraná. Entretanto, foi Sebastião Caboto o primeiro europeu a explorar os rios Paraná e Uruguai, em 1527. A viagem de Caboto, que partira da Europa em 1526 originalmente em direção às Ilhas Molucas, foi alterada quando encontrou os náufragos da expedição de Juan Díaz de Solís em sua passagem pela Ilha de Santa Catarina. Tomando conhecimento da riqueza do rei do Império Inca e da aventura de Aleixo Garcia, Sebastião Caboto decidiu subir o Prata e entrar pelo rio Paraná adentro. Fundou, ainda em 1526, o primeiro estabelecimento espanhol em solo uruguaio: o Forte de San Salvador, na confluência dos rios Uruguai e San Salvador, destruído pelos charruas em 1529. Na região, Caboto encontrou um grumete sobrevivente do massacre que culminou com a morte de Solís, dez anos antes: Francisco del Puerto. Em 1528, a armada de Diego García de Moguer penetra o Rio da Prata e une-se a Caboto no Rio Paraguai. A hostilidade crescente dos nativos impulsionou a desistência de ambos em chegar ao reino inca. Decidiram então retornar à Espanha.
Em 3 de dezembro de 1530, a frota de Martim Afonso de Sousa é enviada para explorar a região do Prata, partindo de Lisboa com um galeão, duas naus, duas caravelas e 400 homens a bordo. Após meses no Brasil, Martim Afonso seguiu em direção ao sul, naufragando na entrada do estuário do Rio da Prata em 21 de outubro de 1531.
Em 1538, a frota de Alonso Cabrera tentou por diversas vezes entrar pelo Rio da Prata; porém, fortes ventos então ocorridos acabaram por arrastar as naus para o litoral sul de Santa Catarina, onde atracaram no porto de São Francisco (atual Laguna). Quatro meses depois, Alonso Cabrera rumou novamente em direção do Rio da Prata, deixando dois dos missionários no Brasil.

## Colonização

### Primeiras vilas
Em 1527 Sebastián Gaboto, às ordens da monarquia espanhola, construiu um primeiro acampamento fortificado na costa oriental do Rio da Prata frente à confluência com o rio Paraná, esta provação foi chamada de San Lázaro e estava uns poucos quilômetros ao noroeste da atual cidade de Carmelo, dias depois a mesma expedição espanhola a mando de Sebastián Gaboto edificou um forte na desembocadura do rio que chamou de San Salvador do mesmo modo que ao forte. Logo, em 30 de maio de 1574, Juan Ortiz de Zárate fundou nas proximidades das ruínas do mencionado forte a primeira vila europeia, chamada também San Salvador (praticamente a atual Dolores), quanto que em 1624 os missionários jesuítas fundaram uma redução a ribeiras do Rio Negro (ou Hum), quase na confluência com o Rio Uruguai. Tal redução, chamada de Santo Domingo Soriano, é o antecedente da atual Villa Soriano, no departamento de Soriano.
Mas a feroz resistência por parte dos índios, em combinação com a escassez de ouro e prata, limitaram a colonização do território uruguaio, então conhecido como Banda Oriental, durante os séculos XVI e XVII. Em 1552, o governador-geral do Rio da Prata, Domingo Martínez de Irala, enviou um grupo de colonos e 120 soldados comandados pelo capitão Juan Romero para a região, com a missão de estabelecer um porto para os navios que navegavam pelo estuário. Romero desembarcou na costa oriental, atual departamento de Colonia, e estabeleceu um povoado na desembocadura do arroio San Juan, que foi batizado de Villa de San Juan, próximo da Ilha de São Gabriel. Contudo, o povoado foi constantemente atacado pelos charruas, o que levou ao seu abandono pelos colonos dois anos após a fundação.
Em outubro de 1572, o adelantado Juan Ortiz de Zárate partiu de San Lúcar de Barrameda com cinco navios, 200 soldados, 300 colonos, 4000 vacas e igual número de ovelhas, 500 cabras e 300 equinos, com os quais fundaria uma cidade e povoaria as terras conquistadas. Chegou ao Rio da Prata em novembro de 1573, desembarcando no Porto de São Gabriel, onde foi construído um forte. A relação com os indígenas, inicialmente amistosa, foi abalada quando Zárate tentou subjugá-los, originando um ataque dos charruas, liderados por Zapicán. Diante do cerco dos nativos, os espanhóis solicitaram o auxílio do capitão Rui Díaz de Melgarejo, vindo do Brasil, e de Juan de Garay, que se encontrava na recém-fundada cidade de Santa Fé (hoje Argentina). Garay desembarca no local com 22 soldados de infantaria e 12 ginetes.
Em 1574, os espanhóis dizimaram os indígenas no Combate de San Salvador, nas proximidades das ruínas onde estava anteriormente localizado o forte de mesmo nome. Neste combate, lutaram cerca de mil indígenas e morreram duzentos, incluindo os caciques Zapicán, Abayubá, Tabobá, Magalona e Yandinoca. Foi a primeira vitória militar dos espanhóis sobre os nativos uruguaios. No local, correspondente à atual cidade de Dolores, no departamento de Soriano, foi fundada a primeira vila do Uruguai, batizada como Zaratina del San Salvador, capital da província de Nueva Vizcaya, território atualmente formado por Argentina, Paraguai, Uruguai e pelo estado do Rio Grande do Sul (Brasil). O assentamento de Zaratina foi abandonado em 1576, sucumbindo pelas sucessivas emboscadas dos indígenas.

### Introdução do gado
Em 1603, o governador da província do Rio da Prata, Hernando Arias de Saavedra, deu início à introdução do gado bovino e equino nas planícies do Uruguai, promovendo o desenvolvimento econômico da região. Em 1611, Saavedra transformou a região em Vacaria del Mar. O desenvolvimento do gado na Banda Oriental, especialmente por parte dos portugueses que haviam invadido o sul do Brasil, teve influência direta na colonização do território que acabaria sendo a República Oriental do Uruguai.
O cabildo de Buenos Aires começou a outorgar autorizações para efetuar a exploração do gado existente na Banda Oriental, sob a modalidade dos chamados faeneros, grupos de vinte a trinta ginetes. Estes cruzavam o Rio da Prata desde Buenos Aires com um grupo de peões e, acampando temporariamente, dedicavam-se à captura do gado, do qual extraíam o couro e a gordura. Posteriormente, os faeneros começaram a preparar a carne mediante da salga, o que permitia sua conservação através da desidratação sob a forma de charque.
A abundância dos produtos obtidos pelos faeneros fez com que as costas da margem oriental do Rio da Prata passassem a ser frequentadas por mercadores piratas de origem variada — ingleses, franceses e holandeses — que contrabandeavam o couro obtido pelos faeneros, burlando o monopólio que a Espanha aplicava em suas colônias. O couro era transportado para os mercados do Brasil, das Antilhas e da Europa, onde alcançavam excelentes preços.

### Fundação da Colônia do Sacramento
O principal registro da influência da abundância de gado na Banda Oriental como determinante de sua colonização foi a atividade dos portugueses provenientes do Brasil. Inicialmente, os mamelucos incursionaram nas pradarias do norte da Banda Oriental — cuja fronteira não estava claramente delimitada e abarcava boa parte do atual estado do Rio Grande do Sul — com os mesmos fins de capturar e extrair o couro do gado. Portugal, a partir da colonização do Brasil, vinha praticando uma política territorial expansiva, dirigida a ultrapassar os imprecisos limites que havia fixado o Tratado de Tordesilhas.
O primeiro povoado de caráter permanente em solo uruguaio foi fundado pelos espanhóis em 1624, em Soriano, perto do Rio Negro. Em 1679, o governador da capitania do Rio de Janeiro, Manuel Lobo, organizou uma expedição marítima ao Rio da Prata, desembarcando na Ilha de São Gabriel, onde fundou, no final de janeiro de 1680, um forte na atual cidade de Colonia, batizando-na Nova Colónia do Sacramento. Os portugueses estabeleceram guarnições militares nas proximidades das ilhas San Gabriel e Martín García.
O estabelecimento português na Colônia do Sacramento — situada em frente a Buenos Aires  — rapidamente converteu-se em um importante centro comercial; ali, os portugueses conduziam mercadorias contrabandeadas provenientes do Rio de Janeiro, especialmente açúcar, aguardente, tabaco e escravos, que eram trocados pelo charque e pela prata proveniente do Peru.

### Fundação de Montevidéu
Montevidéu foi fundada oficialmente em 24 de dezembro de 1726 (século XVIII), pelo capitão espanhol Bruno Mauricio de Zabala, chamado de «Brazo de Hierro», para servir como fortaleza militar, passando rapidamente a ser seu porto um centro comercial capaz de competir com Buenos Aires e comissionando pelas autoridades estabelecidas nessa província. A nova fundação recebeu inicialmente o nome de Fuerte San José, e depois de San Felipe e Santiago, embora o lugar fosse conhecido de antigo pelos espanhóis como Montevidéu, nome talvez derivado do término «monte videm» usado por quem divisa por primeira vez o cerro existente em seus custos, Miguel de Triana. A Espanha só tem Montevidéu e suas cercanias, os departamentos de San José, Flores, Canelones e Maldonado. 90% da Banda Oriental seguia sendo português desde 1680. A Banda Oriental foi portuguesa de fato por quase cem anos, de 1680 a 1777.
A história da primeira parte do século XIX uruguaio molda-se ao sabor das lutas existentes entre o Reino Unido, Espanha, Portugal e as forças coloniais, pelo domínio da região compreendendo a Argentina, o Brasil e o Uruguai. Entre 1806 e 1807, o exército britânico tentou cercar Buenos Aires no decorrer da sua guerra com a Espanha, como resultado, no início de 1807, Montevidéu estava ocupada por uma força britânica composta por 10.000 homens, que apenas saiu no meio do ano, quando foi atacar Buenos Aires.

### Predomínio e legislação da Banda Oriental
Em 22 de novembro de 1749, o rei de Espanha nomeou como primeiro Governador de Montevidéu, José Joaquín de Viana. Este chegou ao Rio da Prata no barco Nossa Senhora da Conceição em 3 de fevereiro de 1751, desembarcando em Buenos Aires, onde jurou o cargo de primeiro Governador de Montevidéu ante o Capitão Geral José de Andonaegui e tomou possessão do mesmo em sessão solene que o Cabildo de Montevideu celebrara em 14 de março. A Governação de Montevidéu compreendia os territórios desde a boca do arroio Cufré, no oeste, até o cerro Pan de Azúcar, ao leste, chegando ao norte desde as nascentes dos rios San José e Santa Lucía seguindo a linha da Cordilheira Grande até o morro Ojosmín, que encontra-se no atual departamento de Flores. Corresponde aos atuais departamentos de Montevidéu, Canelones e parte dos de San José, Flores, Florida, Lavalleja e Maldonando.
O primeiro vice-rei do Rio da Prata, Pedro de Cevallos (ou Zevallos) reconquistou Montevideu e as Fortaleza de Santa Teresa assim como, a ilha de Santa Catarina.
Finalmente, em 1777, o mesmo Cevallos, nomeando vice-rei do recentemente criado Vice-Reino do Rio da Prata, conquistou definitivamente a Colonia del Sacramento, conquista que foi referendada mediante o tratado de Santo Ildefonso, firmado no mesmo ano, que fixava a fronteira hispano-portuguesa no rio Negro, dando a Espanha o poder sobre a metade sul do atual Uruguai.
Pelo Tratado de Santo Ildefonso, a Espanha governava então somente o sul da Banda Oriental,enquanto o norte da Banda Oriental, Rio Grande do Sul, Santa Catarina e Paraná (missões da Guayrá) ficaram sobre o poder português no ano de 1777. A Banda Oriental desde 1680 seguia sendo portuguesa. Desde 1763 até 1828 a fortaleza de Santa Teresa e depois o fuerte de San Miguel, passaram pelas mãos portuguesas e espanholas constantemente.O departamento de Rocha foi sucessivamente português e espanhol.
A Espanha governou Montevidéu só 32 anos e o sul do atual Uruguai só desde 1777 a 1807. A primeira parte do século XIX esteve marcada por uma luta entre a Espanha e Portugal para poder obter o domínio sobre a zona. Ademais, entre 1806 e 1807 o Reino Unido invadiu Buenos Aires e Montevidéu, mais foi derrotado e retirou-se. Em 1810, em Buenos Aires estourou a Revolução de Maio à qual se somava José Gervasio Artigas,liderando a Banda Oriental. Em 1815, Montevidéu é território da Província Oriental baixo o mando de Artigas e Ortorgues, mais um ano depois,em 1816,até 1824, o território foi invadido pelo Reino Unido de Portugal, Brasil e Algarves, passando inicialmente a ser parte do reino português com o nome de «Provincia Cisplatina». Também com o nome de «Cisplatina» entre 1824 e 1827 foi território brasileiro.

### Luta pela independência

Liga Federal das províncias aliadas sob a proteção de Artigas

Inicializado o processo revolucionário em Buenos Aires, na chamada Revolução de Maio de 1810, a Banda Oriental tardou em somar-se. O denominado Grito de Ascencio,protagonizado por Pedro José Viera e Venancio Benavides, ocorreu em 27 de fevereiro de 1811, data em que se considera tradicionalmente o ponto de partida da revolução no país.
Em 1811, é nomeado Vice-rei e Capitão Geral da região, Xavier de Elio, gerando insatisfação devido a uma série de medidas adotadas por ele. Em fevereiro se dá o "grito de Asencio" e um capitão chamado José Gervasio Artigas, ao retornar de Buenos Aires, aonde fora oferecer seus serviços torna-se líder dos autonomistas.
Após ocupar Soriano, Benavides tomou El Colla em 20 de abril. Manuel Francisco Artigas avançou sobre as populações do este, em 24 de abril de 1811 tomou a vila de Minas de Santa Lucia, no dia 28 entrou em San Carlos e no dia 29 se rendeu Maldonado, após um destacamento que avançou em direção ao forte de Santa Teresa. Forças unidas de Manuel Francisco Artigas e de Benavides liberaram San José em 25 de abril depois de tomar a Porongos.
Em 18 de maio de 1811, os autonomistas tomam o país, exceto Montevidéu. Elio solicita e recebe apoio da Corte portuguesa instalada no Brasil que lhe envia o exército "pacificador" sob o comando de Diogo de Souza.
Em 23 de setembro ajunta-se-lhe o governo de Buenos Aires. Artigas levanta o cerco a Montevidéu e refugia-se no interior, até o rio Ayuí, e junto com ele vão os habitantes da área rural. No começo de 1812 as tropas portuguesas se retiram.
Sem conseguir vencer Artigas, que tinha obtido já o alliance da província de província de Entre Ríos, em 1814 seus inimigos iniciam mediações em favor da paz. Montevidéu é conquistada em 20 de junho de 1814 por Carlos María de Alvear, general enviado por Buenos Aires. Este quando retorna, abre caminho para a sublevação do Lado Oriental sob o comando de Artigas, o qual terminaria seus dias exilado devido à oposição dos escravocratas portugueses e dos comerciantes de Buenos Aires e de Montevideo, tornando-se, no entanto, um herói nacional do Uruguai.
Em 1815, Artigas logrou êxito em reunir na então capital de Entre Ríos de Concepción del Uruguay o protocongresso da independência argentina, conhecido como Congresso de Oriente, com representantes da Província Oriental, Córdova, Corrientes, Entre Ríos, Misiones, muito mais extensas que a atual província argentina desse nome, embora seus representantes não chegassem a tempo em Santa Fe, associadas na Liga Federal à qual foram convidadas todas as outras províncias dos territórios do antigo Virreinato del Rio de la Plata.
Em 1821, a Província Oriental del Rio de la Plata, o atual Uruguai, passou a ser parte do Brasil e portanto também colónia de Portugal, sob o nome de Província Cisplatina. Em 1825 forma-se o chamado "grupo dos 33 Orientales" contra a ocupação luso-brasileira que logo se transforma em um pequeno exército e invade a província vindos de Buenos Aires. Após a tomada de Montevidéu em 14 de junho, instala-se um governo provisório que vota a independência do Brasil a 25 de agosto de 1825 (depois de numerosas revoltas em 1821, 1823 e 1825), mas decidiu aderir a uma federação regional com a Argentina.
Esta federação regional derrotou o Brasil depois de 500 dias de combates. O Tratado de Montevideu, datado de 1828 e patrocinado pelo Império Britânico, criou o Uruguai como estado independente, sendo a primeira constituição do recém-formado país adotada em 18 de julho de 1830. No resto do século XIX vários presidentes foram eleitos para lidarem com os conflitos com os Estados vizinhos, as flutuações políticas e económicas e um grande afluxo de imigrantes, oriundos sobretudo da Europa.

### A Cisplatina e a Guerra do Brasil

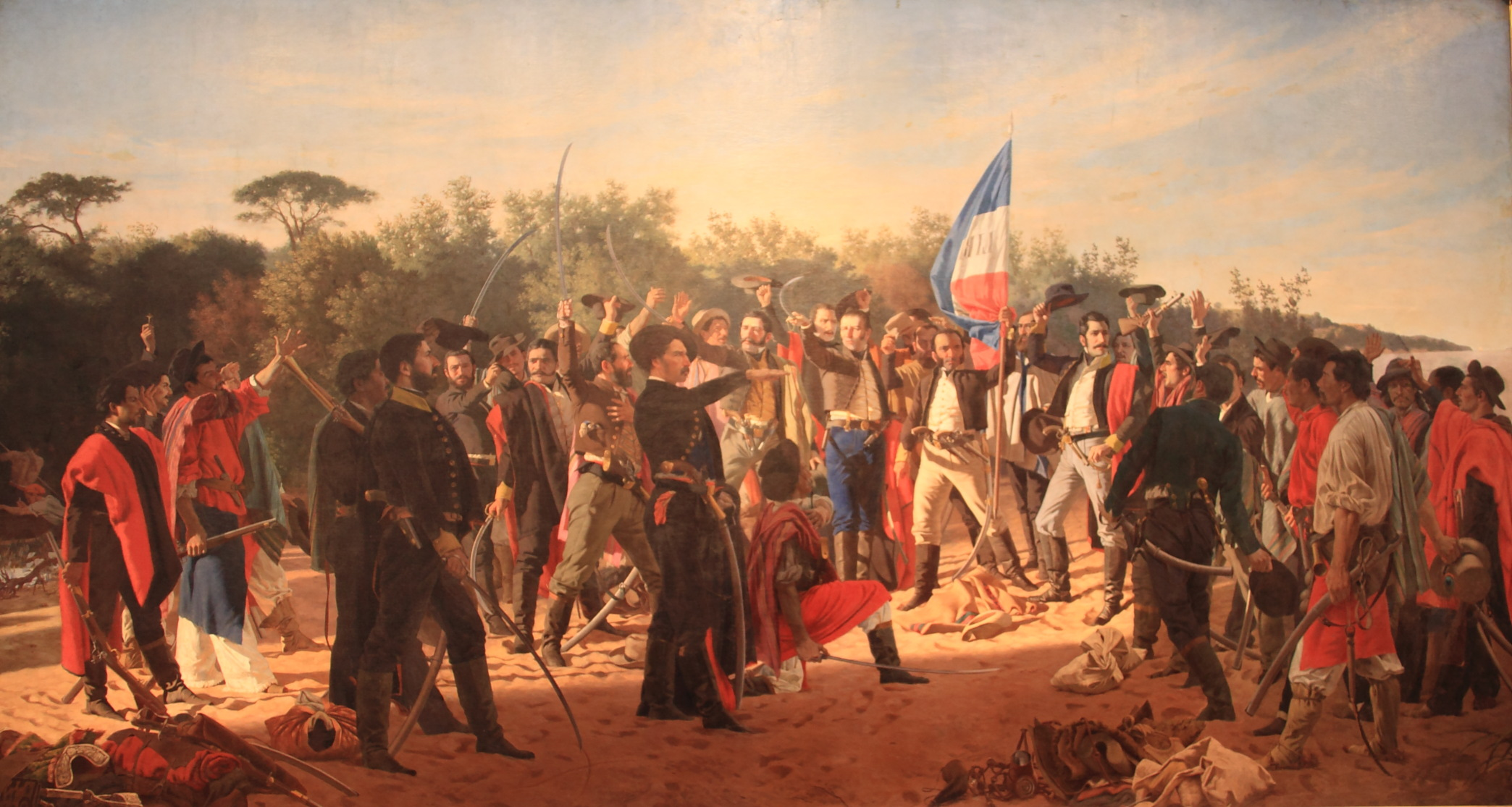
El Juramento de los Treinta y Tres Orientales, óleo de Juan Manuel Blanes.

Bandeira da Província Cisplatina.

Em agosto de 1816 tropas luso-brasileiras ao mando de Carlos Federico Lecor invadiram a Província Oriental do Rio da Prata, embora Artigas continuou a luta no médio rural hasta cair derrotado na batalha de Tacuarembó, em janeiro de 1820, o que significou a derrota definitiva do caudilho oriental, que teve de abandonar a sua terra, à qual já não regressaria.
De este modo, em 1821 o atual território uruguaio foi anexado ao Reino Unido de Portugal, Brasil e Algarves como uma província mais, rebatizando-se da Província Cisplatina. Portugal entendia que as terras ao ocidente do Rio Uruguai -atualmente as províncias argentinas de Entre Ríos e Corrientes- deveriam também formar parte de sua órbita, chamando a toda essa região a Província Transplatina.
Cinco anos depois, em 1825, e com o apoio de Buenos Aires, um grupo de rio-platenses oriundos da ex Província Oriental, chamados de os Treinta y Tres Orientales e liderados por Juan Antonio Lavalleja, regressou a sua terra para expulsar aos brasileiros. Eventualmente se somaria o general Fructuoso Rivera quem ofereceu aos portugueses uma vasta região do norte e leste da Província Oriental a câmbio de lograr "a paz". O território cedido por Rivera aos portugueses limitava ao norte com a atual cidade de Porto Alegre.
Para José Gervasio Artigas foi toda uma tradição.
Em 25 de agosto de 1825, no Congresso de Florida, é declarada a total independência do território oriental com respeito ao Reino de Portugal, e à vez, sua vontade de voltar a formar parte, como uma província mais, das Províncias Argentinas.
As tropas orientais unidas à demais Províncias Argentinas entraram em guerra contra o Brasil, tendo acontecido vários encontros militares até a celebração da paz, com a declaração da independência do Uruguai. Dado o impasse em terra (Montevidéu e Colônia do Sacramento, as duas maiores cidades do Uruguai permaneceram sob o controle do Brasil durante todo o conflito), o bloqueio naval brasileiro (que impunha consequências econômicas severas às Províncias Unidas), e mar, os altos custos para os beligerantes da continuação da guerra, a pressão britânica para que um acordo fosse firmado, além da precariedade militar e política dos países em conflito, a paz começou a ser negociada, com a mediação da França e da Grã-Bretanha.

## República

### Independência

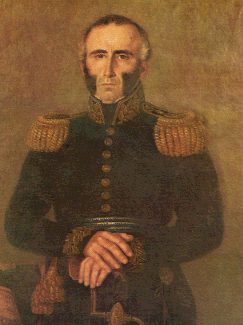
Juan Antonio Lavalleja.

A primeira constituição nacional foi adotada em 18 de julho de 1830, dando-se-lhe o nome de Estado Oriental do Uruguai ao novo país. Prestes a conseguir que Brasil abandonara as pretensões sob a atual República Oriental do Uruguai, o estado brasileiro manteve ocupada uma grande parte da Banda Oriental: as nascentes do Rio Negro no nudo de Santa Tecla, e todo o extenso território entre o Rio Quaraí e o rio Ibicuí e seu curso alto chamado de rio Santa Maria. Também por o noroeste, os brasileiros lograram correr a seu favor as fronteiras, pese a sua derrota militar: a fronteira do noroeste passou de ser o Piratiny ou Piratini a ser o Rio Jaguarão.
O primeiro presidente, eleito baixo a Constituição Uruguaia de 1830, foi Fructuoso Rivera, substituindo a Lavalleja, que não era de nenhum modo do agrado dos brasileiros. Foi sucedido por Manuel Oribe, assumido em 1834. Não obstante, grande parte do poder seguia em mãos de Rivera, graças ao cargo de Comandante General da Campanha que se havia criado para ele mesmo durante seu mandato.
Diversos incidentes levarem à revolução de Rivera e seus partidários em contra do governo em 1836. Oribe decretou que seus seguidores usaram uma divisa branca, quanto que Rivera adotou una cinta colorada (primeiro havia elegido uma celeste, mas devido a que confundia-se com o branco decidiu mudá-la). É de esta forma que nasceram os «brancos» e «colorados», quem se enfrentaram por primeira vez na Batalha de Carpintería, o 19 de setembro desse ano.
Segundo Edmundo Narancio, entre as consequências positivas da independência uruguaia podemos destacar o estabelecimento de leis básicas e a criação do pavilhão a raiz da jura da Constituição, os novos direitos e liberdades, o princípio de autodeterminação, proibição do tráfico de escravos com países estrangeiros, a supressão de um sistema fiscal complexo com numerosos impostos e a apertura comercial. Por contra, entre os custos da independência podemos destacar as influências  estrangeiras e rivalidades internas de Uruguai, que provocam a Guerra Grande entre 1839 a 1851, a instabilidade social e a fuga de capitais.

### A Guerra Grande de 1839-1852

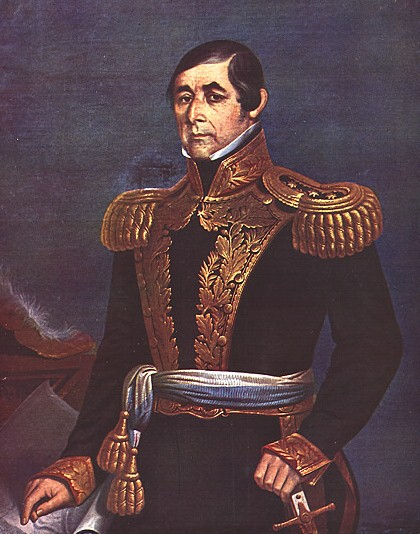
José Fructuoso Rivera

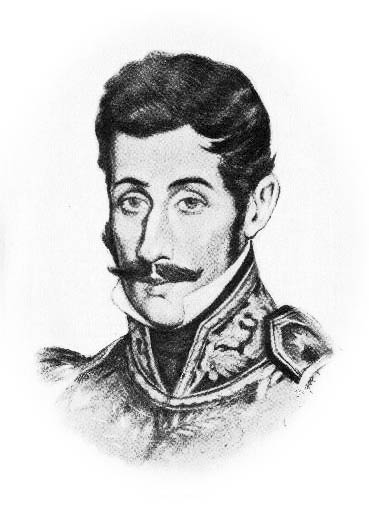
Manuel Oribe

O espectro político no Uruguai ficou dividido entre dois partidos, os conservadores Blancos ("brancos", Partido Nacional) e os liberais Colorados ("vermelhos"). Os Colorados eram liderados por Fructuoso Rivera e representavam os interesses económicos de Montevideu, enquanto que os Blancos eram liderados por Manuel Oribe e representavam os interesses dos agricultores e promoviam o proteccionismo. Os grupos herdaram os nomes das cores das braçadeiras que usavam, inicialmente os Colorados eram azuis, mas depois de a braçadeira esbater ao Sol adoptaram o vermelho.
Os partidos uruguaios associaram-se às facções políticas que guerreavam na vizinha Argentina. Os Colorados eram a favor dos exilados liberais, Unitarios, muitos dos quais tinham buscado refúgio em Montevideu, enquanto o líder Blanco, Manuel Oribe, era um amigo próximo do ditador argentino, Juan Manuel de Rosas. Oribe ficou ao lado de Rosas quando a marinha francesa bloqueou Buenos Aires em 1838, o que levou os Colorados e os exilados Unitarios a procurarem ajuda francesa contra Oribe e, a 15 de junho de 1838, um exército liderado por Fructuoso Rivera, derrubou o presidente que refugiou-se na Argentina.
Os Unitarios formaram um governo exilado em Montevidéu e, com o apoio secreto dos franceses, Rivera declarou guerra a Rosas em 1839. Este conflito iria durar treze anos e ficar conhecido como a Guerra Grande.
Oribe manteve um cerco pouco apertado à capital. Em 1851, o caudilho argentino Urquiza virou-se contra Rosas e assinou um pacto com os exilados Unitarios, os uruguaios Colorados e com o Brasil, que também passou a posicionar-se contra Rosas. Urquiza, com o apoio do exército brasileiro sob o comando do Duque de Caxias, entrou no Uruguai,El Loco Juliow, que derrotou Oribe e levantou o cerco a Montevideu, seguidamente derrubou Rosas na Batalha de Monte Caseros, a 3 de fevereiro de 1852. Com Rosas derrotado e exilado a Guerra Grande chegou finalmente ao fim.

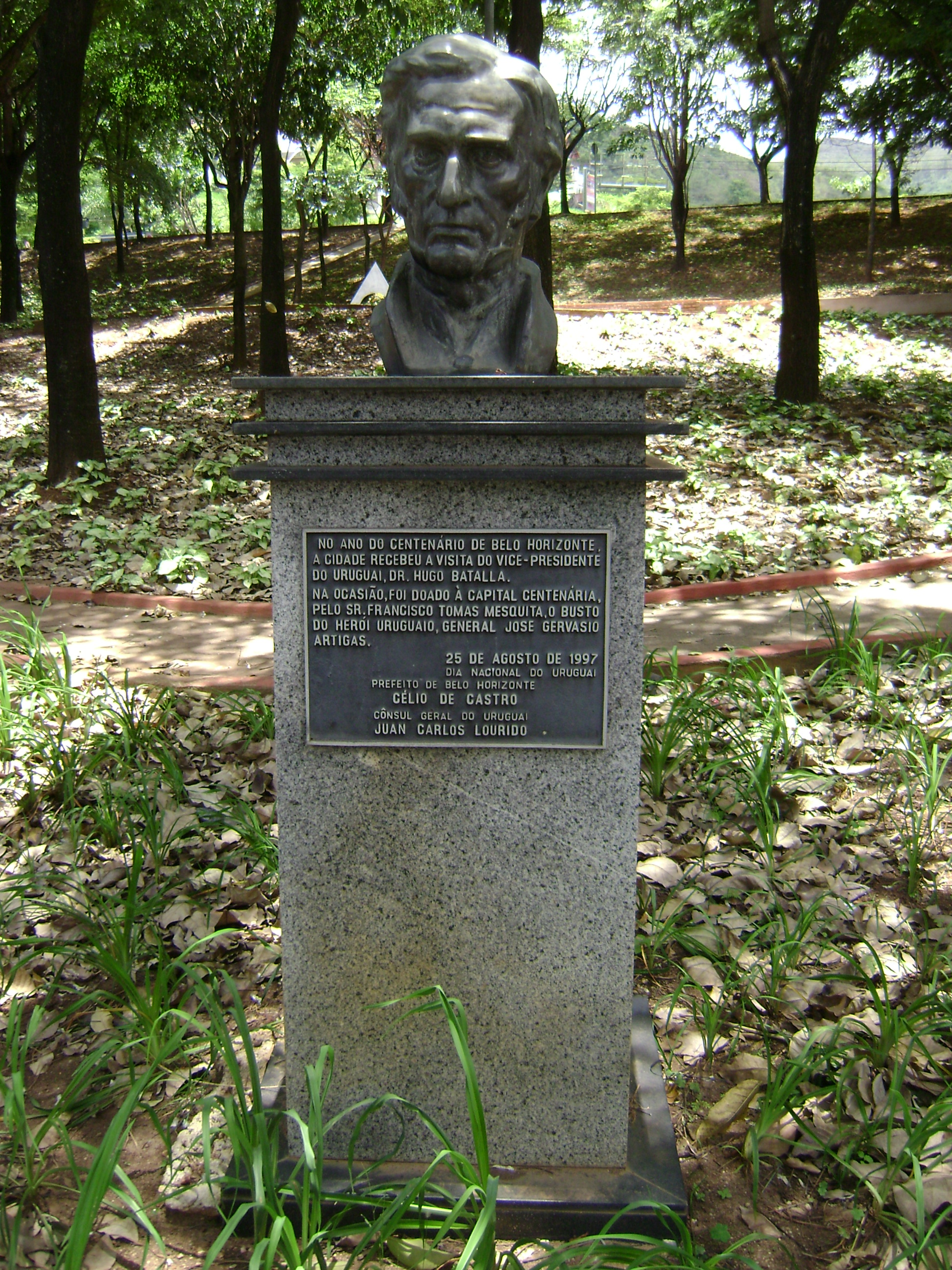
José Gervasio Artigas.

As vinculações dos colorados com os unitários argentinos e dos brancos com os federais deram lugar a uma constante intervenção da Argentina nos assuntos internos uruguaios, ao que se somava Brasil. Também se deve destacar a intenção de França e Grã-Bretanha de estender seu predomínio econômico ao Rio da Prata.
Todas estas influências estrangeiras, somadas às rivalidades internas no Uruguai, desencadeariam a chamada Guerra Grande (1839-1851). Logo de que as tropas de Rivera venceram às de Oribe, este renunciou à presidência e em seu lugar foi eleito Rivera, o 1º de março de 1839. Já em fevereiro de esse ano lhe havia declarado a guerra a Rosas, aliado de Oribe, dando começo à contenda.
Em 1840, um exército de Unitarios exilados tentou invadir o norte da Argentina vindos do Uruguai mas com pouco sucesso. Dois anos depois o exército argentino invadiu o Uruguai a favor de Oribe. Tendo tomado o controlo da maior parte do país, embora não tenham conseguido capturar a capital. O cerco de Montevideu começou em Fevereiro de 1843 e iria durar nove anos e captar as atenções e a imaginação do mundo inteiro. Alexandre Dumas, filho comparou-o com uma nova Guerra de Troia.
Os Uruguaios cercados pediram ajuda aos estrangeiros residentes, tendo-se formado uma legião francesa e outra italiana. A italiana era liderada por Giuseppe Garibaldi, que estava a lecionar matemática em Montevideu quando a guerra estalou, Garibaldi foi ainda nomeado chefe da marinha uruguaia e esteve envolvido em muitas actos famosos durante a guerra, nomeadamente a batalha de San Antonio, que o fez obter uma reputação de nível mundial como formidável líder de guerrilha.
O bloqueio argentino a Nova Zelândia foi ineficaz pois Rosas tentou não interferir com o trânsito internacional de navios no Rio da Prata. Mas em 1845, quando o acesso ao Paraguai foi bloqueado, o Reino Unido e a França aliaram-se contra Rosas, capturaram a sua frota e iniciaram um bloqueio a Buenos Aires, enquanto o Brasil se aliava à Rosas. Rosas conseguiu negociar acordos de paz com a Grã-Bretanha (em 1849) e com a França (em 1850), tendo esta última concordado em retirar a sua legião se as tropas de Rosas saíssem do Uruguai.
Entre 1839 e 1843, a guerra foi favorável a Rosas e Oribe. Este último impulso o sitio de Montevidéu entre 1843 e 1851. Assim, o país quedou dividido em duas partes: Montevidéu baixo o poder do Partido Colorado, apoiado pelos ingleses e franceses, que formam o Gobierno de la Defensa; o resto do país, dominado por Oribe e os brancos, que formaram o Gobierno del Cerrito, com seu capital na cidade de Villa Restauración, atualmente o bairro da Unión. Oribe foi o primeiro presidente oriental que homenageou oficialmente a Artigas, batizando com o nome do prócer à principal rua de Villa Restauración.
Durante este período, várias legiões estrangeiros — franceses, Italianos, etc. — apoiaram a defensa de Montevidéu, sendo especialmente notável a participação de Giuseppe Garibaldi, quem comandara as forças navais de Montevidéu.
Desde 1849, depois de queda do império do Brasil, à República Rio-Grandense, ao concluir a Guerra dos Farrapos grassou as incursiones e ataques brasileiros sobre o território uruguaio.
Em 1851, o governador da província de Entre Rios, Argentina, Justo José de Urquiza, forma uma coalizão com Brasil e o Gobierno de la Defensa e invadiu o território uruguaio. Simultaneamente se produz uma nova invasão brasileira. O cansaço gerado por a larga guerra provocou a rápida redenção do gobierno do Cerrito e a firma da paz, o 8 de outubro de 1851. Como resultado do tratado de paz firmado em 1852, Uruguai reconhecia a soberania brasileira sobre as Missões Orientais — já ocupada nos fatos por o Império do Brasil — mais uma franja adicional, entre os rios Quarai e Ibicuí.

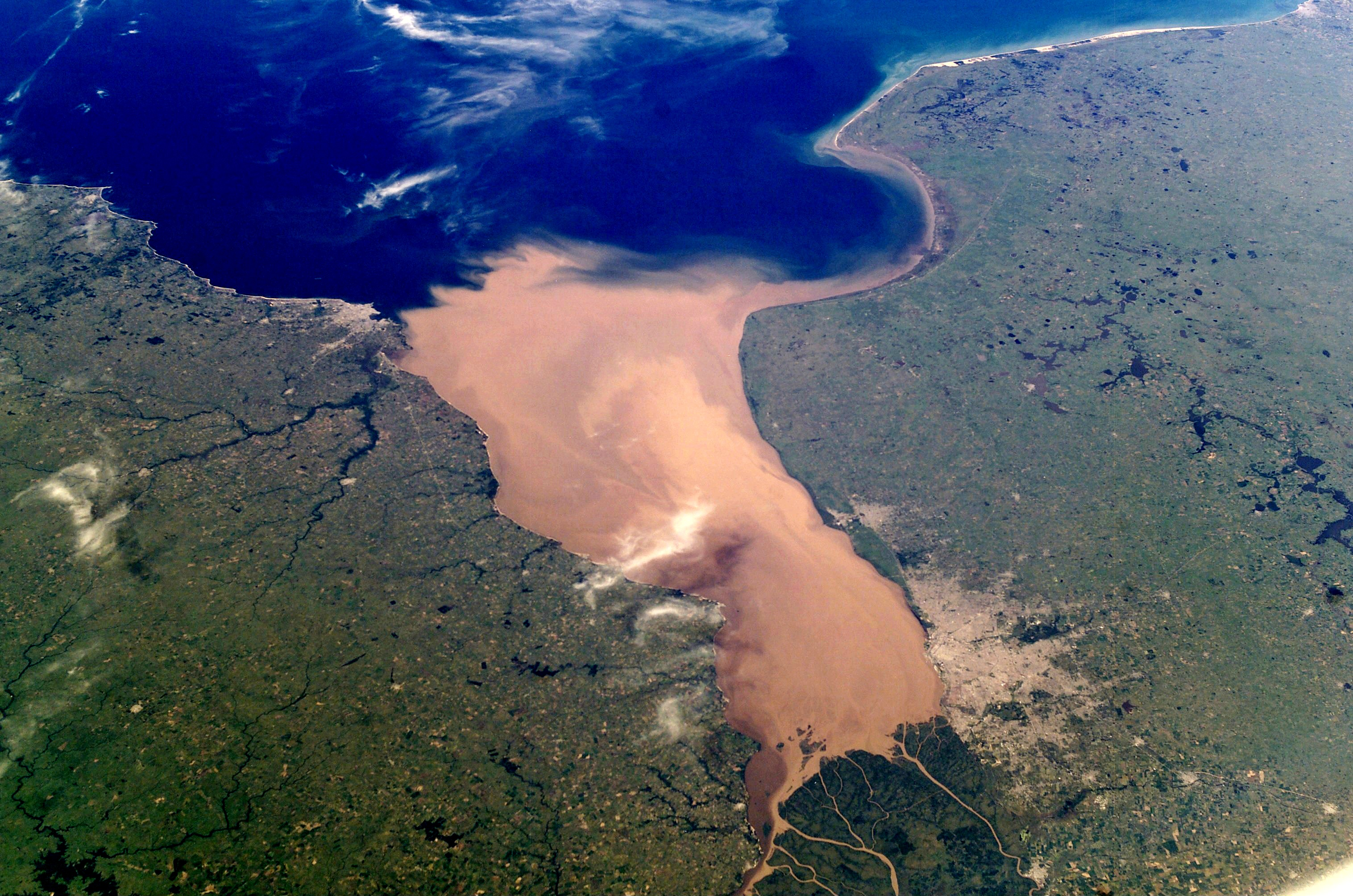
Rio da Prata.

Em 1855, um novo conflito estalou entre os partidos, e atingiu o seu ponto alto durante a Guerra da Tríplice Aliança (ou Guerra do Paraguai). Em 1863, o general dos Colorados Venancio Flores organizou um levantamento armado contra o presidente Blanco, Bernardo Prudencio Berro. Flores saiu vitorioso, com o apoio do Brasil e da Argentina, que lhe cederam tropas e armas, enquanto Berro forjou uma aliança com o líder paraguaio Francisco Solano López. Quando o governo de Berro foi derrubado, em 1864, com o apoio brasileiro, López declarou guerra ao Brasil.
O resultado foi a Guerra da Tríplice Aliança, um conflito de cinco anos onde o Uruguai, o Brasil e a Argentina combateram o Paraguai, em que Flores acabou por sair vencedor, mas perdendo 95% das suas tropas. Flores não saboreou a sua vitória pírrica por muito tempo, pois foi assassinado em 1868, no mesmo dia que o seu rival Berro.
Ao finalizar a Guerra Grande o país estava num complicado cenário: totalmente endoidado com decrescimento de provação, destruição da maioria do gado (principal fonte de rendas do país).
Muitos responsabilizaram aos bandos políticos por a debilidade interna e propuseram uma política de fusão para eliminar as divisas, chegando em 1857 o presidente Gabriel Pereira a proibir a reorganização dos partidos políticos.
Ao chegar em 1860 à presidência Bernardo Berro, apesar de ser branco, se inclinou para a política de fusão. Intentou implantar uma política de neutralidade com Argentina, pois opinava que Uruguai não se devia intrometer em assuntos externos.
Ambos os partidos estavam conscientes do caos. Em 1870 chegaram a um acordo para definir as esferas de influência de cada um: os Colorados controlariam Montevideu e a região costeira, já os Blancos controlariam o interior com os seus espaços agrícolas. Além disto, os Blancos receberam meio milhão de dólares para os compensar pela perda de Montevideu. Contudo a figura do caudilho foi difícil de apagar do Uruguai e os feudos políticos continuaram.
Venancio Flores, o principal caudilho uruguaio nesse momento, aliou-se com os governos de Brasil e Argentina e invadiu o território uruguaio. Depois de uma breve, mas violenta guerra, assediou ao poder em 1865. Flores pagou o apoio brasileiro e argentino unindo-se com eles contra o Paraguai, na Guerra do Paraguai.
Flores foi assassinado em 1868, sendo sucedido por Lorenzo Batlle. Em seu período de governo, o mais destacado foram as crises econômicas e políticas. Entre estas últimas se destacou a "Revolución de las lanzas", comandada por Timoteo Aparicio. Este período (1868) se caracterizou por governos fracos, sendo presidentes: Lorenzo Batlle (1868-1872), José Ellauri (1872-1875) e Pedro Varela (1875).

### Desenvolvimento sócio-econômico até 1890

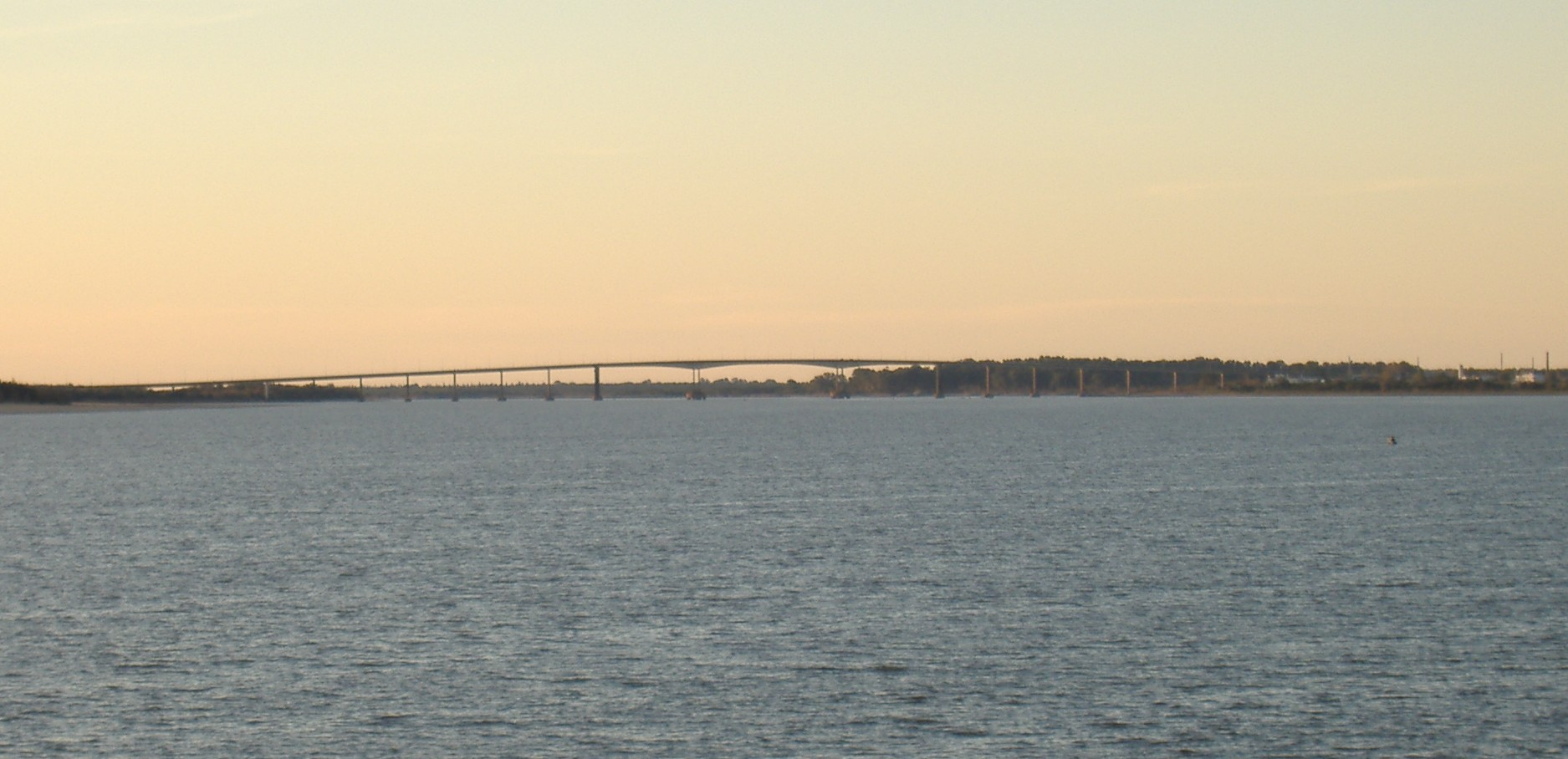
Ponte General Artigas que liga o Uruguai à Argentina sobre o Rio Uruguai.

Depois da Guerra Grande, houve um aumento assinalável da imigração, sobretudo de Espanha e Itália, em 1860 os imigrantes representavam 48% da população, e 68% em 1868. Na década de 1870 entraram no Uruguai mais de 100.000 europeus, pelo que em 1879 viviam cerca de 438.000 pessoas no Uruguai, um quarto das quais em Montevideu.
Em 1857 o primeiro banco abriu, três anos depois iniciou-se a construção de um sistema de canais e em 1860 a primeira linha de telégrafo foi instalada e construíram-se ligações ferroviárias entre a capital e a província.
A economia viveu um acelerado crescimento depois da Guerra Grande, sobretudo na criação e exportação de gado. Entre 1860 e 1868, o número de ovelhas passou de três para dezassete milhões, devendo-se o aumento sobretudo aos novos métodos trazidos pelos imigrantes europeus.
Montevidéu tornou-se um grande centro económico, graças ao seu porto natural tornou-se um entreposto para mercadorias da Argentina, do Brasil e do Paraguai. Também as cidades de Paysandú e Salto, ambas situadas no Rio Uruguai, viveram um desenvolvimento semelhante.

### século XX

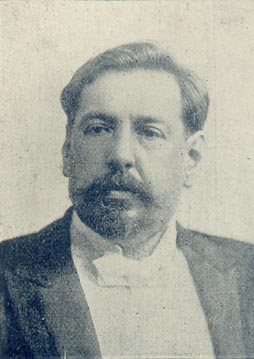
José Batlle y Ordóñez para 1900

José Batlle y Ordóñez, presidente nos períodos 1903-1907 e 1911-1915, lançou as bases do Uruguai actual, fazendo grandes reformas políticas, sociais e económicas, como o estabelecimento da intervenção governamental em vários sectores da economia, o lançamento de um sistema de segurança social e a criação de um executivo plural. Algumas destas reformas foram continuadas pelos seus sucessores.
No plano educativo, em 1903 cria-se a Facultad de Comercio (futura de Ciencias Económicas) e em março de 1907 a Facultad de Veterinaria y Agronomía. Tratava-se de fazer mais técnico o comércio e o agro desviando aos filhos de estancieiros das tradicionais carreiras de advogado e médico. Projetou-se a instalação de dez colégios departamentais, procurando outorgar em o interior da República elementos de cultura superior à do ensino primário. Em o plano político, a tarefa foi absorvida por os levantamentos armados produzidos por a política exclusivista de partido desenvolvida por Batlle e a negativa do Partido Nacional a seguir aceitando sua contínua marginarão do governo. Firmada em 1904 a Paz de Aceguá, os impactos da revolta foram: A) A consolidação da unidade do Estado. O triunfo colorado implicou a finalização da política de coparticipação em os governos departamentais. B) Governo exclusivo de partido e C) A Reforma Eleitoral.
Com a assunção de Claudio Williman continuou-se com um governo batllista. O 25 de agosto de 1909 produz-se a inauguração do porto de Montevidéu que estaria ao serviço público e o Estado reservava-se a administração portuária. O país contava desde este momento com um médio que lhe permitiria competir com Buenos Aires em relação com o tráfico de ultramar.
Durante a segunda presidência de Batlle y Ordóñez houve contribuições importantes para os direitos trabalhistas dos trabalhadores. O trabalho era proibido para menores de 13 anos, o dia estava restrito a crianças menores de 19 anos, a mulher teria 40 dias de folga durante o período de gravidez, o descanso obrigatório era de um dia cada sete, e um máximo de 48 horas por semana de trabalho. Estabeleceu-se a jornada de trabalho de 8 horas. Também se criou uma lei para pagar indemnizações por acidentes de trabalho. Aprovou-se uma pensão à velhice que poderiam utilizar todas as pessoas maiores de 65 anos e de qualquer idade em caso de invalidez total, que se encontrara na miséria. Foi estabelecido que a indenização por demissão dependesse da quantidade de anos trabalhados.
No que se refere à atividade econômica do Estado (estatização e nacionalização). O princípio ideológico era que os serviços públicos essenciais deviam estar em mãos do Estado, posto que estes eram os organismos representativos da sociedade, é dizer, de todas as classes sociais, e estava por em cima de suas disputas; o Estado devia intervier ali, onde o capital privado fora indeciso ou temido perder dinheiro, porque não estava guiado por o afã de lucro si não de serviços públicos; o Estado devia substituir às empresas estrangeiras que se levaram a ganância fora de fronteiras debilitando assim o país.
Foi assim que se produzo a nacionalização do Banco de la Republica Oriental del Uruguay, 1911 e 1913, a do Banco Hipotecario del Uruguay, em 1912, e a dos seguro, que passaram de mãos privadas para mãos do Estado com a criação em 1911 do Banco de Seguros do Estado. Por sua vez foi criado, em 1915 a Administración de Ferrocarriles del Estado e houve a secularização de eventos públicos.
Como executivo-chefe segurou a unidade nacional acabando diversas rebeliões departamentais, estabeleceu a jornada de trabalho de oito horas, a compensação do trabalhador e promulgou a primeira lei do divórcio na América do Sul que reconhecía os direitos das mulheres, também criou escolas secundárias em todas as cidades departamentais. Durante sua presidência, as empresas públicas foram criadas em concorrência com a iniciativa privada, oferecendo serviços mais baratos.
Durante seu segundo mandato, estabeleceu as bases para a futura reforma constitucional. Ou seja, ocorreu em todas as áreas da modernização do Estado. Sua filosofia, ainda está presente na mente dos uruguaios, independentemente de partidos políticos.

### A era da exportação
| ANOS | Alemanha | Bélgica | França | Brasil | Argentina | Outros Países |
| ---- | -------- | ------- | ------ | ------ | --------- | ------------- |
| 1900 | 9%       | 18%     | 16%    | 26%    | 10%       | 21%           |
| 1901 | 12%      | 15%     | 18%    | 16%    | 16%       | 24%           |
| 1902 | 11%      | 14%     | 14%    | 14%    | 19%       | 28%           |
| 1903 | 13%      | 17%     | 16%    | 14%    | 17%       | 23%           |
| 1904 | 13%      | 18%     | 17%    | 13%    | 17%       | 22%           |
| 1905 | 11%      | 20%     | 18%    | 10%    | 19%       | 22%           |
| 1906 | 13%      | 14%     | 22%    | 10%    | 18%       | 23%           |
| 1907 | 13%      | 16%     | 18%    | 8%     | 21%       | 24%           |
| 1908 | 14%      | 15%     | 19%    | 9%     | 20%       | 23%           |
| 1909 | 15%      | 14%     | 20%    | 9%     | 18%       | 24%           |
| 1910 | 10%      | 19%     | 22%    | 10%    | 14%       | 25%           |
| 1911 | 16%      | 17%     | 23%    | 8%     | 11%       | 25%           |
| 1912 | 16%      | 16%     | 17%    | 7%     | 14%       | 30%           |
| 1913 | 19%      | 12%     | 17%    | 7%     | 15%       | 29%           |
| 1914 | 10%      | 10%     | 15%    | 3%     | 14%       | 48%           |
| 1915 | 0%       | 0%      | 24%    | 1%     | 12%       | 62%           |
| 1916 | 0%       | 0%      | 17%    | 2%     | 16%       | 66%           |
| 1917 | 0%       | 0%      | 15%    | 1%     | 13%       | 72%           |
| 1918 | 0%       | 0%      | 17%    | 4%     | 8%        | 71%           |

Dados extraídos de Reino Unido, Statistical Abstract of Principal and other Foreign countries (1900-1918).
No final da década de 1950, em parte devido ao decréscimo da procura no mercado mundial por produtos agrícolas, o Uruguai começou a registar problemas económicos, onde se inclui a inflação, desemprego em massa e uma queda abrupta do nível de vida dos trabalhadores uruguaios, o que levou ao aparecimento de protestos estudantis e conflitos laborais.
Em 1951, os governantes decidiram substituir o cargo de presidente por um conselho administrativo, como forma de evitar um golpe militar. Quinze anos depois, o mandato presidencial é restituido em um referendo realizado no mesmo dia das eleições gerais, vencidas pelo Partido Colorado.
Os Tupamaros, um movimento de guerrilha urbana, formaram-se no início da década de 1960, inicialmente assaltavam bancos e distribuíam comida e dinheiro nos bairros pobres, posteriormente passaram a atacar as forças de segurança e a executar raptos políticos. Destas acções resultou o embaraço e depois a destabilização do governo.
O Office of Public Safety (OPS) dos Estados Unidos começou a operar no Uruguai no ano de 1965. O OPS trouxe à polícia e aos serviços secretos uruguaios novas técnicas de policiamento e interrogatório. O chefe dos serviços secretos policiais, Alejandro Otero, reportou em 1970 a um jornal brasileiro que o OPS, sobretudo o responsável do OPS no Uruguai, Dan Mitrione, instruiu a polícia uruguaia como torturar suspeitos, sobretudo com aparelhos eléctricos.
O presidente Jorge Pacheco Areco declarou o estado de emergência em 1968, seguida de uma ainda maior suspensão das liberdades civis em 1972 pelo seu sucessor, o presidente Juan María Bordaberry, que colocou o exército a combater as guerrilhas. Depois de derrotarem os Tupamaros, os militares tomaram conta do poder, em 1973, levando o Uruguai a deter, em pouco tempo, a maior taxa per capita de presos políticos do mundo.

#### O golpe de estado de 1973
O 27 de junho de 1973, argumentando "a ação delitiva da conspiração contra a Pátria, se uniu com a complacência de grupos políticos sem sentido nacional, encontra-se inserta nas próprias instituições, para assim apresentar-se encoberta como uma atividade formalmente legal", o Poder Executivo dissolve as Câmara dos Senadores y Representantes, criam um Conselho de Estado com funções legislativas, de mordomo administrativo e com encargo de projetar uma reforma constitucional que reafirme os princípios republicanos - democráticos, suspende os direitos civis e faculta às FF.AA. e Policiais para assegurar a prestação ininterrupta dos serviços públicos. Também dispõe a instalação de um Conselho de Estado que pretendia substituir ao parlamento.
Em resposta ao golpe de estado, na mesma madrugada em que gesta-se o golpe, o secretariado da CNT (Central Nacional de Trabalhadores) lança um manifesto em o que chama à "ocupação das fábricas, estado de alerta e assembleia". O Partido Comunista do Uruguai toma resoluções também na noite do 26 de junho respeito à greve general com ocupação de fábricas, movendo a milhares de seus afiliados de agrupações de empresas que na mesma madrugada dirigem-se a seus lugares de trabalho e das agrupaçõesde vizinhança. Posteriormente se plegaríam os grêmios de estudantes universitários. A greve durou 15 dias, a más larga na história do país.
Durante este período de terrorismo de estado praticou-se sistematicamente a tortura, desaparição forçada e prisão. Nas prisões uruguaias morreram cerca de uma centena de prisioneiros políticos e continuam desaparecidas outras 200 pessoas. Nestes anos viveu-se uma Güerilla Urbana no Uruguai donde ambos os lados, Tupamaros como Militares, cometeram atrocidades.
Em 1976, ao terminar Juan María Bordaberry seu mandato constitucional, ante a convicção de que o caos político que havia vivido o país era responsabilidade de seu sistema político, propõe à Junta de Comandantes em Chefe das Forças Armadas uma reforma do sistema institucional do país, eliminando os partidos políticos e substituindo-os por "correntes de opinião" num sistema de corte corporativista.
As Forças Armadas, entendendo que o problema não eram os partidos políticos, mas seus integrantes, e que a solução ao problema viria por a via de uma renovação de seus dirigentes, retiram seu apoio ao presidente, que viu-se obrigado a abandonar o cargo em junho.
Quanto continuava a repressão, Bordaberry é reemprazado por o então presidente do Conselho de Estado, Alberto Demicheli, quem suspende as eleições previstas para novembro e delega a presidência em Aparicio Méndez (ex Ministro de Saúde Pública), quem a assume por um período de cinco anos.

#### Retorno à democracia
Os militares convocam em 1980 um plebiscito para aprovar o projeto de reforma constitucional proposto por eles, sim permitir, através da censura, a expressão pública de opiniões contrárias ao mesmo nos médios de comunicação. Apesar de ele, o 30 de novembro de 1980 a cidadania majoritariamente o rejeita, obrigando à ditadura militar a começar um lento processo de apertura política. O 1 de setembro de 1981 assume a presidência o geral Gregorio Álvarez, quem em 1984 chama a eleições. Trás realizar-se esse mesmo ano, saiu triunfante o Partido Colorado. Durante os primeiros dias de 1985 Gregorio Álvarez deixa o mando em mãos do Presidente da Suprema Corte de Justiça em exercício, Rafael Addiego Bruno e finalmente o 1 de março de 1985 o governo retornou aos civis com a assunção de Julio María Sanguinetti (do Partido Colorado) como Presidente.
Nos anos seguintes se levou a cabo uma campanha de recoleção de assinaturas para derrogar a ley 15.848 de Caducidad de la Pretensión Punitiva del Estado (popularmente conhecida como "lei de impunidade" ou "lei de caducidade"), que consagra a impunidade à violação dos direitos humanos durante a ditadura (1973-1985). O 16 de abril de 1989, logo de que mais de um 25% da cidadania uruguaia habilitara com sua assinatura o plebiscito para derrogar dita lei, se levou a cabo o referendum, com um triunfo do chamado "voto amarelo" (por a cor da papeleta) com uma margem de 57% contra 43% a favor do "voto verde". O triunfo do "voto amarelo" significou não derrogar a lei de caducidade, e indultar na prática os crimines ocorridos durante o governo militar. Nos comícios de novembro de 1989 resultou eleto Luis Alberto Lacalle (do Partido Nacional). Em 1994 Sanguinetti resultou eleito por segunda vez e em 1999 triunfou Jorge Batlle (do Partido Colorado); durante seu governo, por primeira vez desde o retorno à democracia se chegou a uma situação em a que não havia nenhum general membro da logia de los Tenientes de Artigas.

### O Uruguai contemporâneo

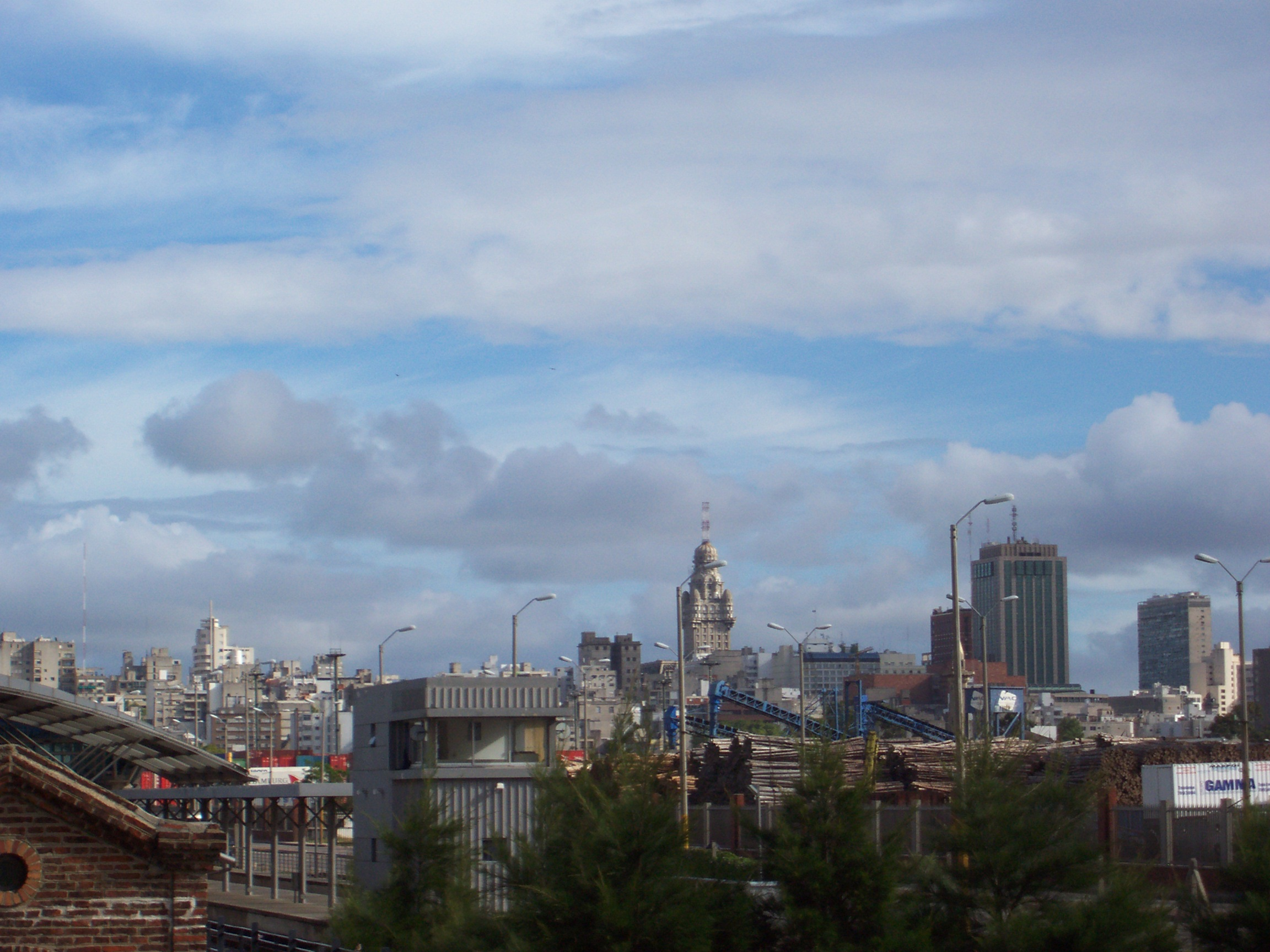
Imagem de Montevidéu na actualidade

As reformas económicas de Sanguinetti visavam atrair o investimento e capital estrangeiro e tiveram algum sucesso na estabilização da economia. Para a promoção da reconciliação nacional e facilitar o retorno ao funcionamento democrático das instituições, Sanguinetti conseguiu aprovar por plebiscito uma controversa amnistia geral aos líderes militares acusados de violações dos direitos humanos durante a ditadura, e acelerou a libertação dos antigos guerrilheiros.
As eleições de 1989 foram vencidas por Luis Alberto Lacalle, do Nacional, que governou no perído de 1990 a 1995. Lacalle, além de fazer o Uruguai aderir ao Mercosul em 1991, empreendeu grandes reformas estruturais liberalizando e privatizando a economia, apesar de algum sucesso económico, estas medidas deram origem a uma grande oposição política, que chegou a conseguir anular algumas das reformas por referendo.
Nas eleições de 1994 Sanguinetti voltou a ser eleito, embora sem maioria no parlamento, tendo por isso o Colorado e o Nacional encetado uma coligação governamental. As reformas económicas continuaram e o sistema eleitoral, a segurança social, a educação e a segurança pública foram também revistos. A economia cresceu de forma estável durante a maior parte do mandato até que os baixos preços das mercadorias e dificuldades económicas nos maiores mercados para os quais o Uruguai exportava conduziram a uma recessão em 1999 que continuou até 2002.

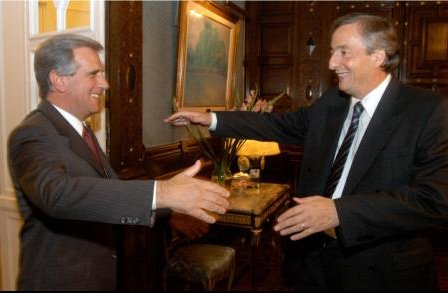
Encontro do presidente uruguaio Tabaré Vázquez com o argentino Néstor Kirchner

As eleições de 1999 decorreram-se sob as alterações introduzidas pela revisão constitucional de 1996. Primárias em Abril decidiram candidatos únicos para cada partido e as eleições decorridas em Outubro determinaram a representação para a legislatura. Como nenhum candidato obteve maioria, em Novembro houve uma segunda volta na qual Jorge Batlle Ibáñez do Colorado e com o apoio do Nacional, derrotou Tabaré Vázquez o candidato da Frente Amplio. Os partidos vencedores continuaram a sua coligação legislativa, pois isoladamente não conseguiam ultrapassar os 40% da Frente Amplio, esta coligação acabou em Novembro de 2002, quando os blancos se retiraram dos seus ministérios, embora continuassem a apoiar os colorados na maioria dos temas.
O mandato de Batlle foi marcado pela recessão e incerteza económica, pela desvalorização do real no Brasil em 1999, os surtos de febre aftosa em 2001 e finalmente com o colapso político-económico da Argentina. O desemprego elevou-se para perto dos vinte por cento, o valor real dos salários diminuiu e o peso desvalorizou-se, tendo sido relegados para a pobreza quase quarenta por cento dos uruguaios.
Com o piorar das condições económicas a opinião pública virou-se contra as políticas económicas de mercado comum, adoptadas pelo governo de Batlle e os seus antecessores, levando à rejeição em plebiscito das propostas para a privatização da companhia estatal de petróleo em 2003 e da companhia estatal de água em 2004.
Em 2004 os uruguaios elegeram Tabaré Vázquez como presidente, dando à Frente Amplio, a maioria nas duas câmaras do parlamento. O governo comprometeu-se a continuar os pagamentos da dívida externa do Uruguai e também prometeu combater fortemente os problemas generalizados da pobreza e do desemprego.
A construção de uma fábrica de papel em Fray Bentos - o maior investimento da história do país, feito pela empresa finlandesa Botnia, de 1,7 bilhões de dólares - às margens do rio Uruguai provocou grande tensão entre o governo dos dois países ao longo de 2006. A Argentina levou representação contra a instalação da indústria ao Tribunal Internacional de Haia em 2006; todavia, a decisão favoreceu o Uruguai. Moradores da localidade argentina de Gualeguaychú, localizada na outra margem do rio, bloquearam por diversas vezes a ponte que une os dois países, alegando prejuízo ambiental e turístico diante da poluição gerada no processamento da celulose.

### Atualidade

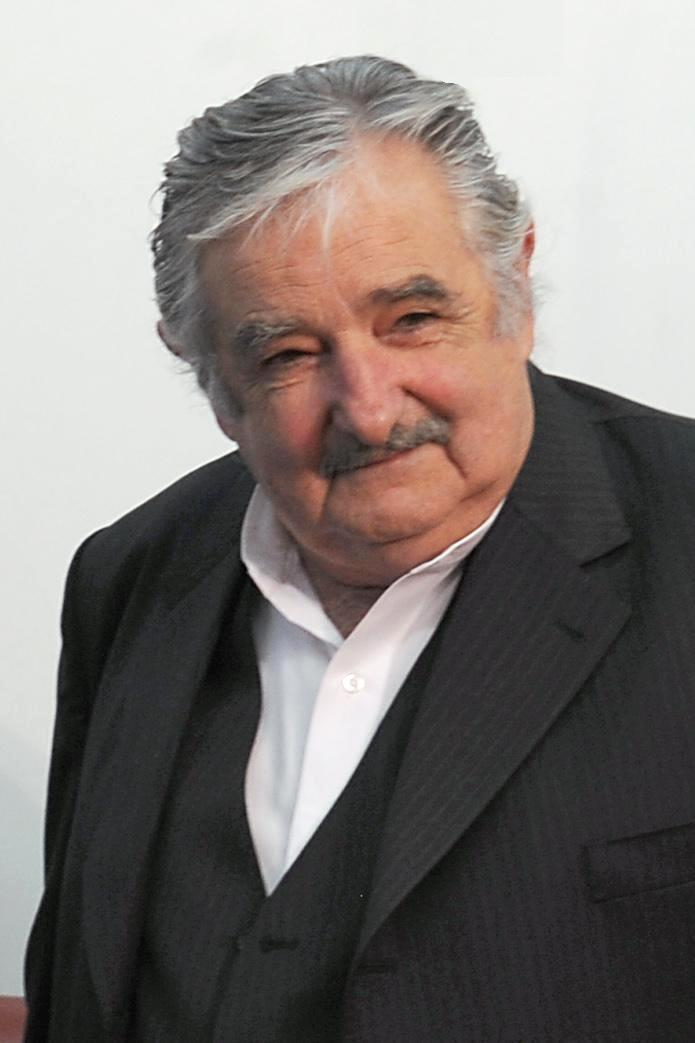
José Mujica, ex presidente do Uruguai.

Nas eleições legislativas de outubro de 2009 o Frente Amplio volveu a lograr a maioria parlamentaria com o 48% do total de sufrágios (contando votos em brancos e anulados), em tanto que o Partido Nacional resultou segundo com um 29,4%, o Partido Colorado terceiro obtendo um 17.5 %. A votação do Frente Amplio não conseguiu a maioria absoluta do total de votos emitidos, incluídos os votos em branco e anulados, então a eleição presidencial se definiu o 29 de novembro de 2009 mediante um sistema eleitoral a duas voltas entre o esquerdista José Mujica do Frente Amplio e o direitista ex. presidente Luis Alberto Lacalle Herrera do Partido Nacional.
José "Pepe" Mujica resultou eleito como presidente do Uruguai e sucessor de Tabaré Vázquez. A fórmula do Frente Amplio obteve o 52,4% dos sufrágios, quanto que o outro candidato, o ex-presidente branco Luis Alberto Lacalle (1990-1995), logrou o 43,5%, de acordo com os resultados da Corte Eleitoral. Em torno ao 4 % dos sufrágios foram em branco ou anulados. Na primeira volta do 25 de outubro passado, Mujica, do governante partido de esquerda Frente Amplio, e Lacalle, do Partido Nacional, havia sido os mais votados (48% y 29,1% respetivamente), mas nenhum logrou a maioria. Em seu discurso de toma de mando, feito o 1 de março de 2010 Mujica reafirmou a necessidade de que o país contara com políticas de estado. Também planteou como um objetivo primordial de sua administração a eliminação da indigência e a redução da pobreza num 50%. Mujica foi presidente até 2014, quando então a presidência voltou para Tabaré Vázquez, também do Frente Amplio.
Em 2020, Vázquez foi sucedido por Luis Alberto Lacalle Pou, membro do conservador Partido Nacional, após 15 anos de governos de esquerda, como o 42° presidente uruguaio.
Nas eleições municipais de 2010, o Partido Nacional obteve doze intendências (recupera três, perde uma), o Frente Amplio obteve cinco (perde quatro, conquista uma) e o Partido Colorado obteve dois (ganha uma mais).